# Complete Index to World Film
 (mars 2024).
Si vous disposez d'ouvrages ou d'articles de référence ou si vous connaissez des sites web de qualité traitant du thème abordé ici, merci de compléter l'article en donnant les références utiles à sa vérifiabilité et en les liant à la section « Notes et références ».
Le Complete Index to World Film, en abrégé CITWF, que l'on peut traduire par Index complet des films du monde, est une base de données en ligne sur le cinéma mondial. Elle contient des informations sur plus de 478 000 films produits dans 175 pays depuis 1895.